# Илия (Валгрен)
Архиепи́скоп Илия́ (фин. Arkkipiispa Elia, в миру Ма́тти Ве́ли Ю́хани Ва́лгрен, фин. Matti Veli Juhani Wallgrén; род. 8 декабря 1961, Каяани, Оулу) — епископ Константинопольского патриархата; предстоятель Финляндской архиепископии (с 2024).

## Биография
Родился 8 декабря 1961 года в Каяани. Его мать была православной, но отец в то время не был членом Церкви — он принял Православие в пожилом возрасте.
В 1981 году получил среднее образование в Каяани. Затем обучался шведскому и чешскому языкам, а также фонетике, в Стокгольмском университете. С 1983 по 1986 год учился в Стокгольмском педагогическом институте осваивая специальность школьного учителя.
По окончании институтского курса начал работать школьным учителем в Швеции, продолжая изучать языки в Стокгольмском университете. В общей сложности прожил в Швеции восемь лет. Также работал гидом в Чехии, где прожил два года.
В 1994 году в Хельсинки был присоединён к православию. В 1996 году начал изучать православное богословие в Йоэнсууском университете, где проучился пять лет. Начал петь и читать в храме.
В 2001 году проступил в Свято-Владимирскую духовную семинарию в США. Отмечал влияние на себя протопресвитера Александра Шмемана, протопресвитера Фомы Хопко и протоиерея Иоанна Бера. Окончил семинарию в 2003 году со степенью магистра богословия, однако не смог присутствовать выпускной церемонии из-за смерти матери, совпавшей с днём выпуска.
29 мая 2003 года в храме святого Германа Аляскинского города Эспоо митрополитом Хельсинкским Амвросием (Яаскеляйненом) был хиротонисан во диакона.
1 сентября 2003 года в Воскресенском храме города Ювяскюля архиепископом Карельским Львом (Макконеном) хиротонисан во пресвитера, после чего назначен в клир этого храма вторым священником.
С 2006 года — настоятель Ваасского прихода (в Финской православной церкви приход привязан к определённой территории и объединяет несколько храмов). Был единственным священником в своём приходе и по собственному признанию каждый год накатывал на автомобиле по 45 000 км.
Отвечал за работу английской версии сайтов Финской православной церкви. Выступал на радио.
26 ноября 2014 года на церковном соборе, проходившем в Ново-Валаамском монастыре семнадцатью из 34 голосов (16 проголосовало за епископа Арсения (Хейккинена) и 1 был пустой) был избран управляющим Оулуской митрополией.
16 декабря 2014 года архимандритом Сергием (Раяполви) в Ново-Валаамском монастыре был пострижен в монашество с наречением имени Илия в честь пророка Илии Фесвитянина, а 17 декабря за литургией бывшим митрополитом Оулусским Пантелеимоном (Сархо) возведён в достоинство архимандрита.
11 января 2015 года архиепископ Карельский Лев (Макконен) в сослужении митрополита Хельсинкского Амвросия (Яаскеляйнена), митрополита Пантелеимона (Сархо) и епископа Йоэнсууского Арсения (Хейккинена) в Свято-Троицком соборе города Оулу совершил рукоположение в сан епископа и интронизацию на митрополичью кафедру.
Кроме родного финского, владеет польским, чешским, английским, немецким и немного русским языками. Не был женат (целибат). Сторонник экуменизма.
28 ноября 2024 года Поместный собор ФПЦ избрал его новым предстоятелем Финляндской Православной церкви. 1 декарбя 2024 года стал новым предстоятелем Финской автономной церкви, после утверждения Синодом Константинопольского патриархата.